# سوانبرگ ایر
سوانبرگ ایر (به انگلیسی: Swanberg Air) یک شرکت هواپیمایی است. دفتر مرکزی سوانبرگ ایر در گرند پریری، آلبرتا واقع شده‌است و به ۱۰ مقصد، پرواز انجام می‌دهد.